# Trèves (Gard)
Trèves ist eine französische Gemeinde mit 108 Einwohnern (Stand 1. Januar 2022) im Département Gard in der Region Okzitanien. Sie gehört zum Kanton Le Vigan und zum Gemeindeverband Communauté de communes Causses Aigoual Cévennes.

## Geografie
Trèves liegt im Westen des Départements im Nationalpark Cevennen am Rand des Causse Noir im Tal des Trèvezel, einem Nebenfluss der Dourbie, 65 Kilometer nordwestlich von Montpellier, 25 Kilometer südöstlich von Millau und 16 Kilometer westlich des Mont Aigoual, zwischen den Nachbargemeinden Dourbies im Südosten, Causse-Bégon im Südwesten und Lanuéjols im Norden.

## Geschichte
Vom Mittelalter bis 1790 gehörte Trèves zur Viguerie von Le Vigan und Meyrueis. Bei der Volkszählung von 1384 wurde Trèves zusammen mit der 7,4 Kilometer weiter westlich liegenden Gemeinde Revens gezählt. Daten von 1435 legen nahe, dass 1384 nicht mehr als drei Feux (wörtlich „Herdfeuer“), also drei Familien, in Trèves wohnten.

### Bevölkerungsentwicklung
| Jahr                       | 1962 | 1968 | 1975 | 1982 | 1990 | 1999 | 2009 | 2017 |
| Einwohner                  | 169  | 151  | 139  | 129  | 120  | 119  | 110  | 120  |
| Quellen: Cassini und INSEE |      |      |      |      |      |      |      |      |

## Wappen
Seit 1694 ist das Wappen der Ortschaft blau mit einem horizontalen goldenen Band in der Mitte, und drei aufrechten silbernen Äxten, von denen sich zwei im oberen Bereich und eine an der Spitze befinden. In der heraldischen Farbgebung werden die metallischen Farben gold und silber in gelb und weiß dargestellt.

## Sehenswürdigkeiten
Die alte Brücke von Trèves wurde im 16. oder 17. Jahrhundert auf der Ruine einer älteren Brücke errichtet. Auf ihrer Brüstung steht ein Kreuz aus dem 17. Jahrhundert. Die Brücke gehört der Gemeinde und wurde 1931 in das Zusatzverzeichnis der Monuments historiques (historische Denkmale) eingetragen.
Die prähistorische Höhle Le Pas-de-Joulié befindet sich teilweise auf dem Gemeindegebiet. Sie zeigt Besiedlungsspuren aus der Jungsteinzeit und eine Nekropole aus der Kupfersteinzeit. Sie befindet sich im Staatsbesitz und wurde 1953 als Monument historique eingestuft.

## Trivia
In Frankreich existieren mit Trèves (Rhône) und Trèves (Maine-et-Loire) (seit 1973 Chênehutte-Trèves-Cunault) weitere Ortschaften des Namens Trèves. Außerdem ist es Trèves die französischsprachige Bezeichnung der deutschen Stadt Trier.